# Kanako Spendlove
Kanako Kitao Spendlove (Kyoto, 6 febbraio 1982) è una sincronetta giapponese naturalizzata statunitense.

## Palmarès
- Giochi olimpici

Atene 2004: argento a squadre.
- Mondiali

Budapest 2017: bronzo nel duo misto (programma tecnico e libero).